# Улица Гагарина (Екатеринбург)

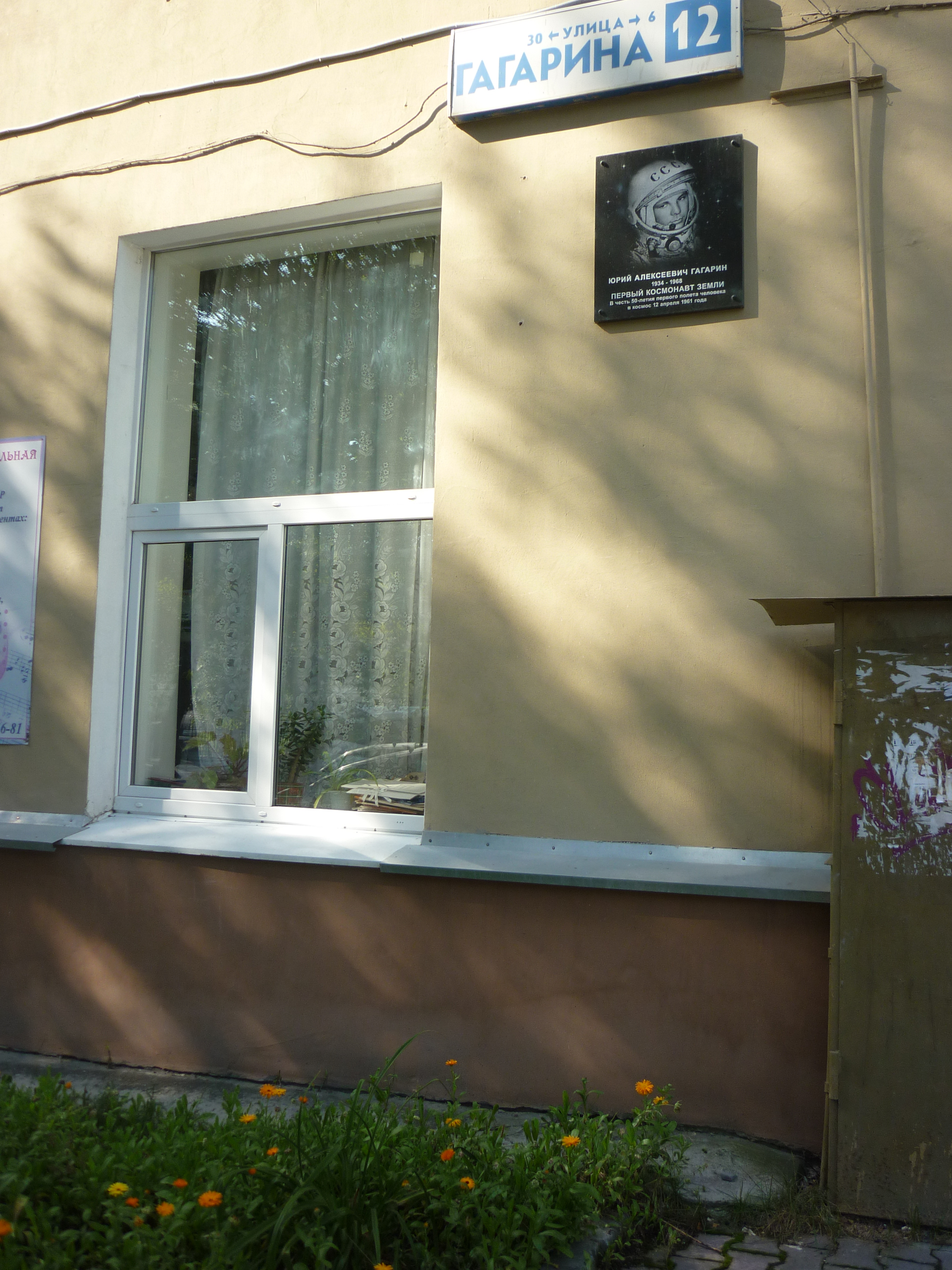
Мемориальная доска в честь 50-летия полёта Гагарина на доме по адресу ул. Гагарина, 12

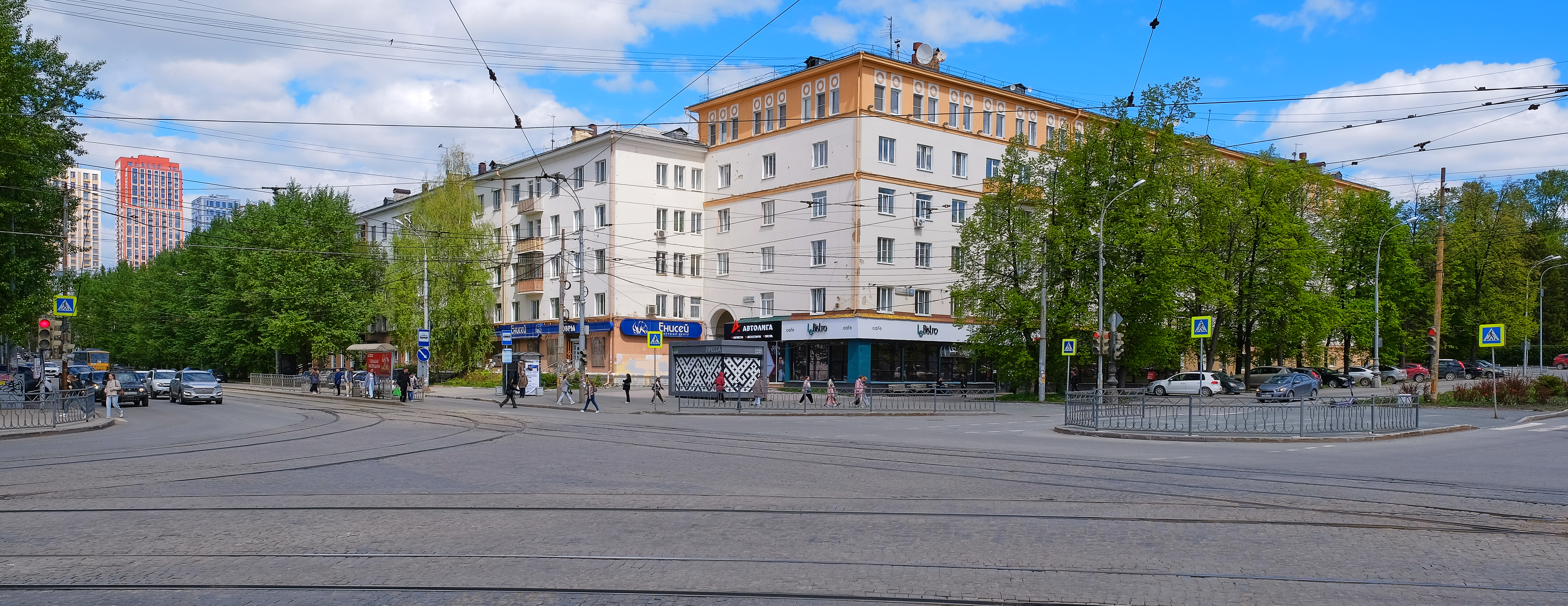
Перекрёсток с проспектом Ленина

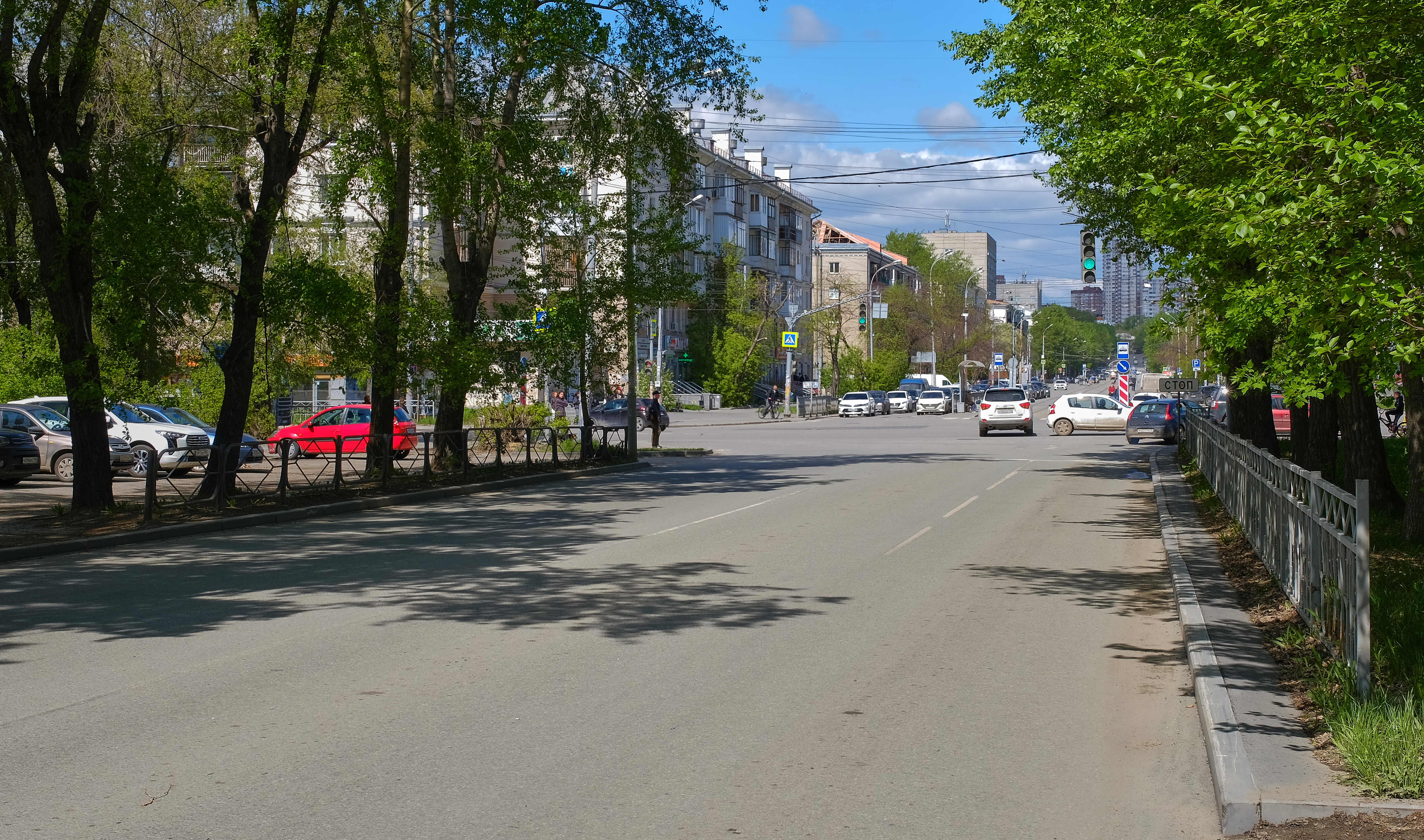
Вид на север, в сторону перекрёстка с улицей Малышева

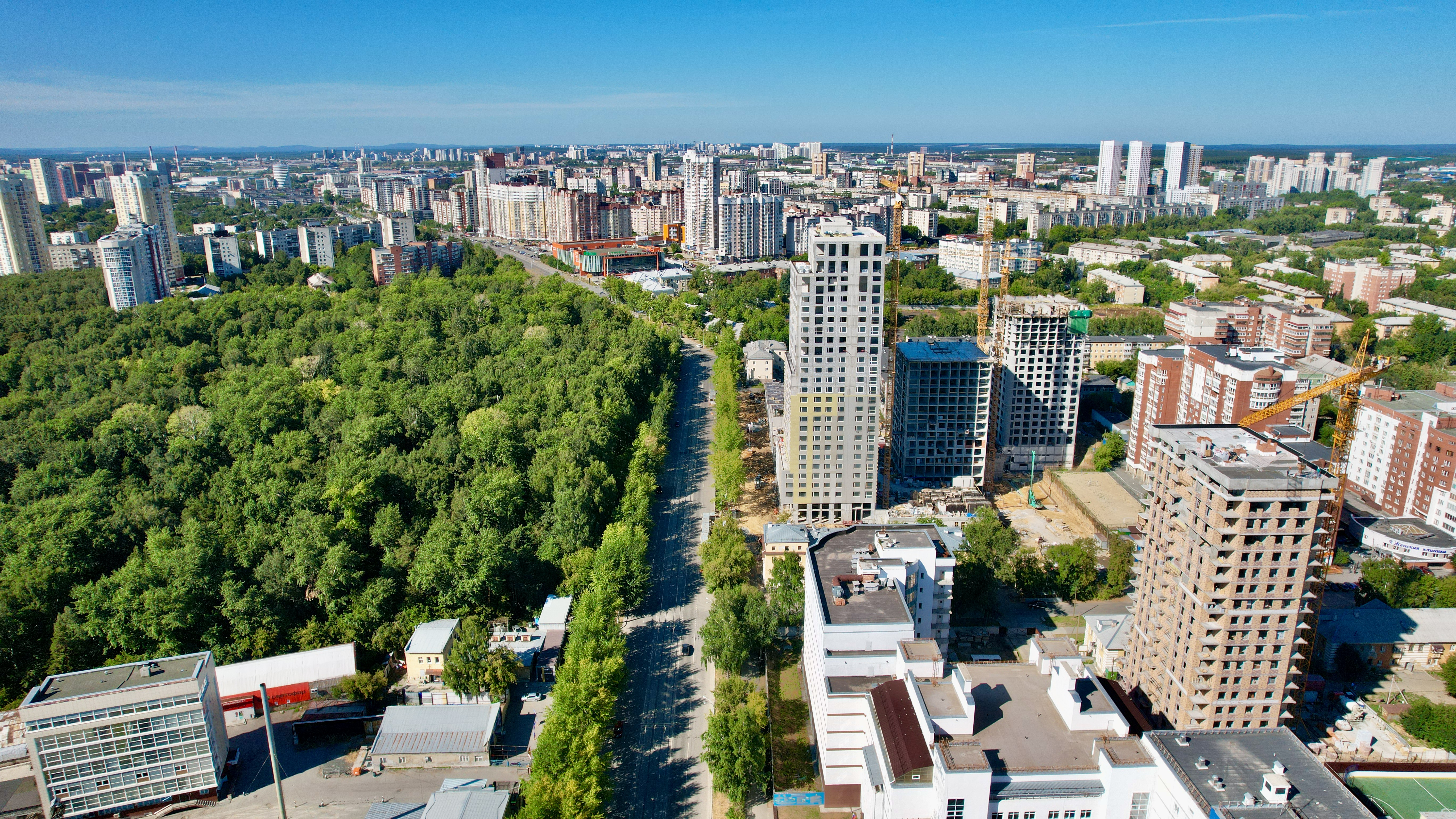
Вид с высоты на север от улицы Первомайской (слева Михайловское кладбище

У́лица Гага́рина (бывшая Кузбасская) — улица в жилом районе «Втузгородок» Кировского административного района Екатеринбурга.

## Расположение и благоустройство
Улица Гагарина начинается от Уральской улицы и пересечения с улицей Блюхера и заканчивается у Вишнёвой улицы. Вначале улица идёт с северо-запада на юго-восток между улицей Мира и Михайловским кладбищем, но после примыкания Академической улицы поворачивает к югу. На начальном участке пересекается с Первомайской улицей, в середине пересекается с проспектом Ленина и улицей Малышева. На улицу слева выходят Академическая и Ботаническая улицы, Отдельный переулок, Педагогическая и Библиотечная улица. Протяжённость улицы составляет около 2100 метров. Ширина проезжей части — две полосы в каждую сторону. 
На протяжении улицы имеются четыре светофора. С обеих сторон улица оборудована тротуарами.

## История
Улица была спланирована в 1930-е годы и на планах Свердловска 1939 и 1942 годов обозначена как застраиваемая. Изначально носила название «Кузбасская». На городском плане 1947 года обозначена застройка по чётной стороне между улицей Первомайской и проспектом Ленина. К началу 1960-х годов улица была полностью застроена. В 1961 году получила своё современное название в честь первого космонавта Земли Юрия Алексеевича Гагарина.
Примечательно, что в сериале «Счастливы вместе» основные герои проживают по адресу ул. Гагарина, д. 27, кв. 6 и 7.

## Здания и сооружения
Внимание! Этот раздел содержит информацию по состоянию на май 2012 года
По нечётной стороне:
- № 1 (Блюхера, 10) — четырёхэтажный кирпичный жилой дом;
- № 3 — двухэтажный 25-квартирный шлакоблочный жилой дом 1953 года постройки;
- № 3а — двухэтажный 8-квартирный шлакоблочный жилой дом 1953 года постройки;
- № 3б — двухэтажный 8-квартирный шлакоблочный жилой дом 1953 года постройки;
- № 3в — одноэтажное административное здание;
- № 5 — двухэтажный 25-квартирный шлакоблочный жилой дом 1953 года постройки;
- № 5а — двухэтажный жилой дом;
- № 5б — двухэтажный жилой дом;
- № 7 — трёхэтажный 12-квартирный кирпичный жилой дом 1955 года постройки;
- № 9 — двухэтажный 8-квартирный брусчатый жилой дом 1950 года постройки;
- № 11 — двухэтажный 8-квартирный брусчатый жилой дом 1950 года постройки;
- № 11а — двухэтажный 8-квартирный брусчатый жилой дом 1950 года постройки;
- № 11в — двухэтажный 28-квартирный шлакоблочный жилой дом 1950 года постройки;
- № 13 — двухэтажный 8-квартирный брусчатый жилой дом 1950 года постройки;
- № 13а — двухэтажный 8-квартирный брусчатый жилой дом 1950 года постройки;
- № 15 — двухэтажный 8-квартирный брусчатый жилой дом 1948 года постройки;
- № 15а — двухэтажный 8-квартирный кирпичный жилой дом 1952 года постройки;
- № 17 (Ботаническая, 11) — четырёхэтажный 30-квартирный кирпичный жилой дом 1957 года постройки;
- № 23 — пятиэтажное административное здание;
- № 23а — строящееся десятиэтажное административное здание;
- № 27 (Первомайская, 81) — пятиэтажный 130-квартирный кирпичный жилой дом 1959 года постройки;
- № 31 (Ленина, 103) — шестиэтажный 145-квартирный кирпичный жилой дом постройки 1961 и 1963 годов (разные секции);
- № 33 (Ленина, 72) — шестиэтажный 178-квартирный кирпичный жилой дом 1960 года постройки;
- № 35 — пятиэтажный 106-квартирный панельный жилой дом 1960 года постройки;
- № 35а — десятиэтажный жилой дом постройки 2000-х годов;
- № 37 — пятиэтажный 70-квартирный панельный жилой дом 1960 года постройки;
- № 45 (Малышева, 128) — пятиэтажный 93-квартирный кирпичный жилой дом 1957 года постройки;
- № 47 — пятиэтажный 76-квартирный панельный жилой дом 1961 года постройки;
- № 49 — пятиэтажный 79-квартирный панельный жилой дом 1961 года постройки;
- № 51 — двухэтажное административное здание;
- № 53 — двухэтажное административное здание;
- № 53а — двухэтажный шлакоблочный жилой дом 1953 года постройки;
- № 53б — двухэтажный шлакоблочный жилой дом;
- № 55а — двухэтажный шлакоблочный жилой дом 1950 года постройки;
- № 55б — двухэтажный шлакоблочный жилой дом 1951 года постройки;
- № 57 — двухэтажный шлакоблочный жилой дом;
- № 59 — двухэтажный кирпичный жилой дом 1950 года постройки;
- № 59а — двухэтажный шлакоблочный жилой дом 1950 года постройки;
- № 59б — двухэтажный шлакоблочный жилой дом 1951 года постройки;
- № 61 — двухэтажный 14-квартирный кирпичный жилой дом 1950 года постройки;
- № 61а — двухэтажный шлакоблочный жилой дом 1953 года постройки;
- № 67а — двухэтажный 4-квартирный брусчатый жилой дом 1950 года постройки;
- № 71 — одноэтажный частный дом;
- № 73 — одноэтажный частный дом;

По чётной стороне:
- № 6 — трёхэтажное административное здание;
- № 6а — шиномонтаж;
- № 6б — одноэтажное здание (магазин);
- № 8 — девятиэтажное административное здание;
- № 10 (Первомайская, 79) — четырёхэтажный 30-квартирный кирпичный жилой дом 1950 года постройки;
- № 12 (Первомайская, 82) — пятиэтажный 92-квартирный кирпичный жилой дом 1961 года постройки;
- № 14 — двенадцатиэтажное административное здание;
- № 16 (Ленина, 101) — пятиэтажный 86-квартирный кирпичный жилой дом постройки 1956 и 1959 годов (разные секции);
- № 18 (Ленина, 70) — пятиэтажный 196-квартирный кирпичный жилой дом постройки 1958 и 1961 годов (разные секции);
- № 18а — пятиэтажный 60-квартирный панельный жилой дом 1961 года постройки;

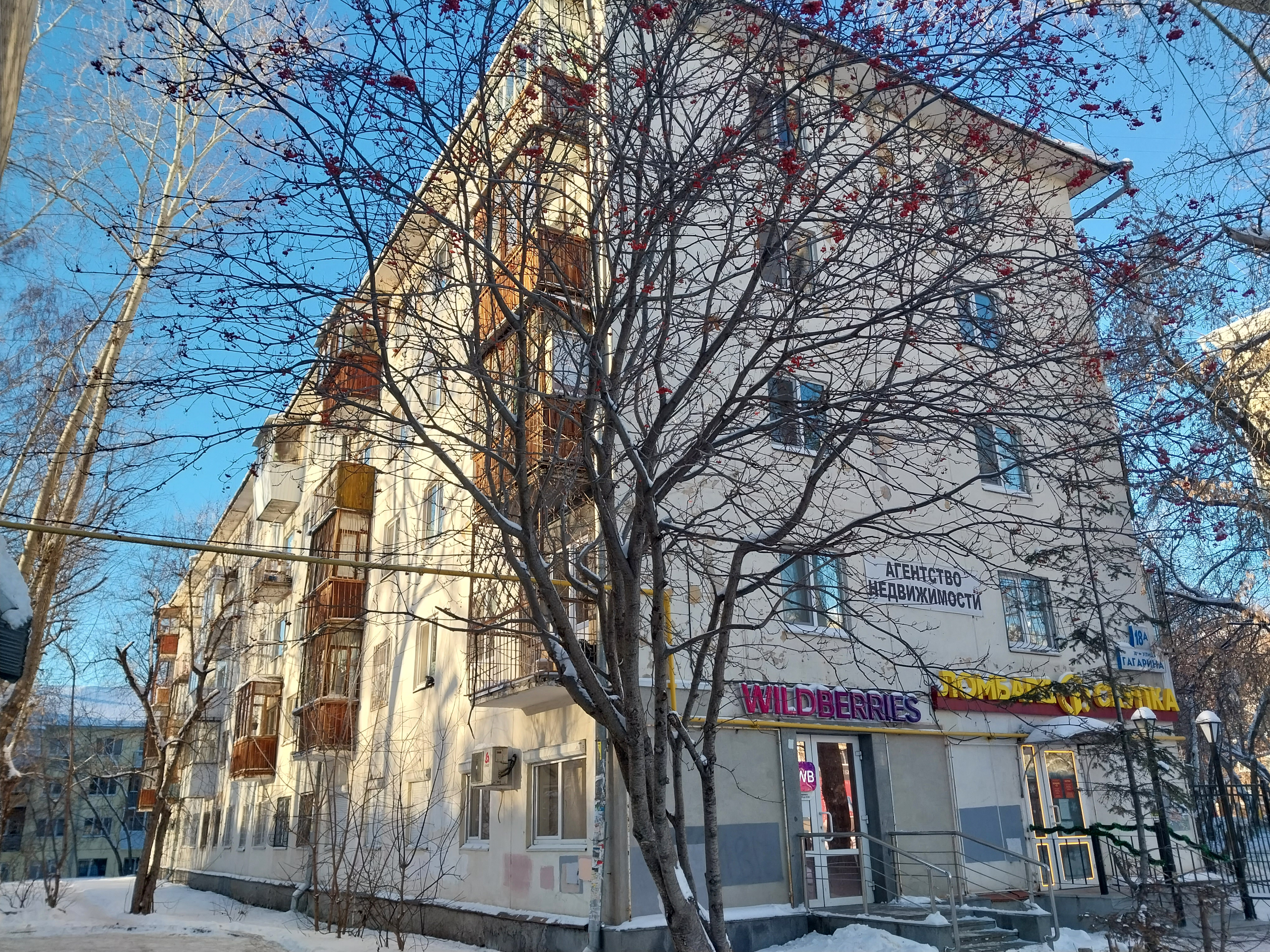
Дом № 18а по улице Гагарина в Екатеринбурге (2023)

- № 20 — пятиэтажный 64-квартирный кирпичный жилой дом 1961 года постройки;
- № 20а — пятиэтажный 58-квартирный панельный жилой дом 1961 года постройки;
- № 22 — пятиэтажный 76-квартирный кирпичный жилой дом 1962 года постройки;
- № 28 — пятиэтажное административное здание;
- № 28б — трёхэтажное административное здание;
- № 28д — шестиэтажное административное здание;
- № 28/7 — четырёхэтажное административное здание;
- № 28/10 — пятиэтажное административное здание;
- № 30 — четырёхэтажное административное здание;
- № 30а — четырёхэтажное административное здание.

## Транспорт

### Наземный общественный транспорт
- Остановка «Блюхера»:

Автобус: № 28, 60;
Трамвай: № А, 4, 18, 22, 23, 26, 32;
Маршрутное такси: № 034.
- Остановка «Первомайская»:

Автобус: № 28, 60;
Трамвай: № А, 4, 18, 22, 23, 26, 32;
Маршрутное такси: № 034.
- Остановка «Уральский Федеральный университет (ул. Гагарина)»:

Автобус: № 18, 27, 28, 60;
Трамвай: № А, 8, 13, 15, 23, 32;
Маршрутное такси: № 022, 040, 054.
- Остановка «Гагарина»:

Трамвай: № А, 8, 13, 15, 23, 32;
- Остановка «Педагогическая»:

Автобус: № 60.

### Ближайшие станции метро
Действующих станций метро поблизости нет, планируется строительство станции «Технический университет».